# Меликян, Ваагн Гургенович
Ваагн Гургенович Меликян (арм. Վահագն Մելիքյան, 24 мая 1967, Ереван) — армянский дипломат. Имеет ранг чрезвычайного и полномочного посла.
- 1984—1991 — факультет востоковедения Ереванского государственного университета.
- 1991—1993 — специальные курсы в Египетской дипломатической академии.
- 1991—1992 — референт в консульском управлении министерства иностранных дел Армении.
- 1991—1992 — помощник министра иностранных дел Армении.
- Сентябрь-ноябрь 1992 — атташе в главном секретариате министерства иностранных дел Армении. Имеет дипломатический ранг атташе (1992).
- 1992—1993 — атташе в управлении представительств министерства иностранных дел Армении.
- Февраль-август 1993 — третий секретарь в управлении представительств министерства иностранных дел Армении.
- Август-декабрь 1993 — третий секретарь отдела Восточной Европы и Балканских стран управления Европы министерства иностранных дел Армении.
- Февраль-декабрь 1993 — второй секретарь отдела Восточной Европы и Балканских стран управления Европы министерства иностранных дел Армении.
- 1993—1996 — второй секретарь посольства Армении в Греции. Имеет дипломатический ранг второго секретаря (1995).
- 1996—1997 — глава секретариата министерства иностранных дел Армении. Имеет дипломатический ранг первого секретаря (1996).
- 1997—2000 — первый секретарь посольства Армении в Германии.
- 2000—2001 — исполняющий обязанности руководителя государственной протокольной службы Армении.
- 2001—2006 — руководитель государственной протокольной службы Армении.
- С мая 2006 — чрезвычайный и полномочный посол Армении в Объединённых Арабских Эмиратах.
- С апреля 2007 — чрезвычайный и полномочный посол Армении в Кувейте.